# 무케쉬 리쉬

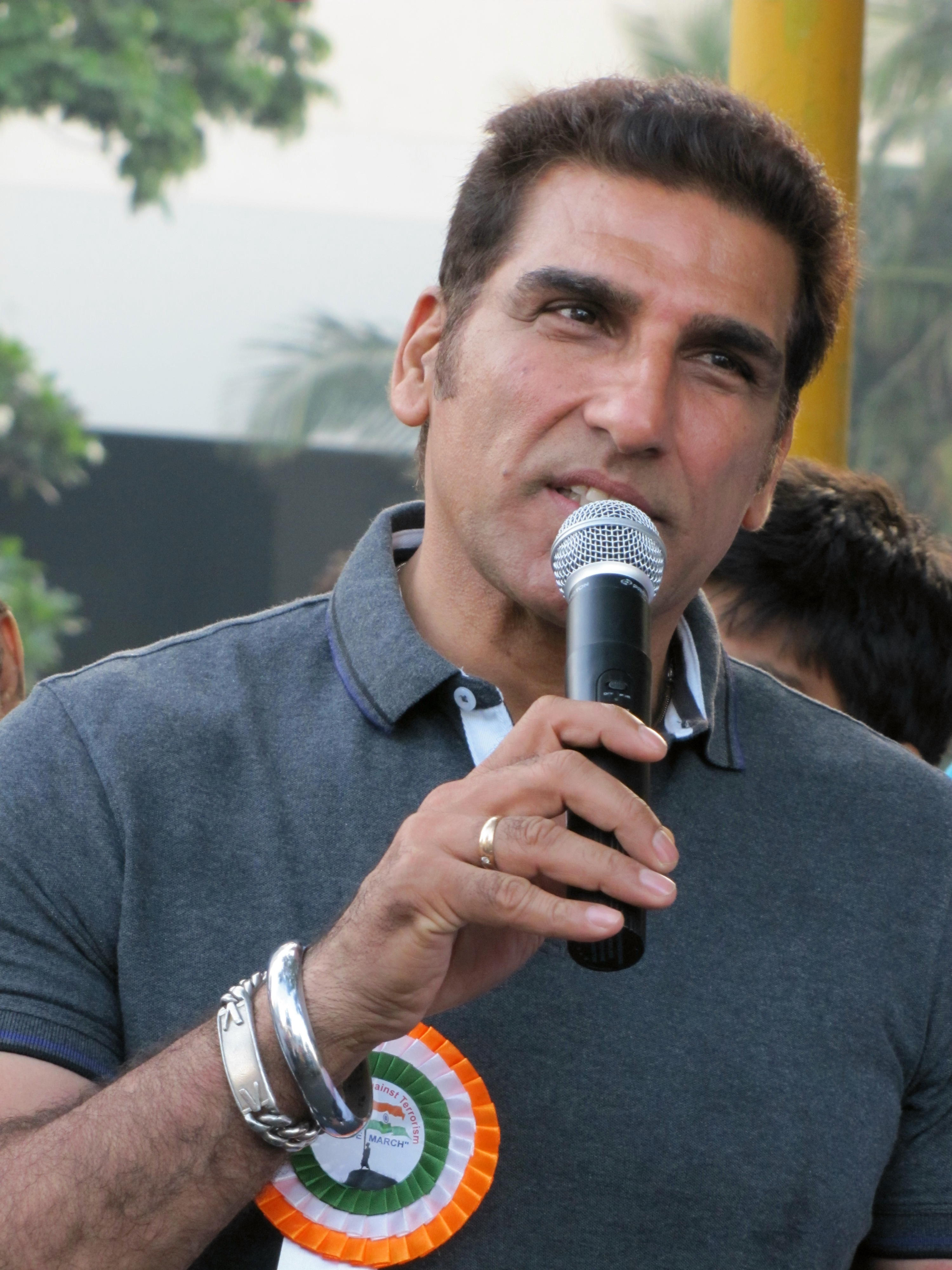

무케쉬 리쉬(Mukesh Rishi, 1956년 4월 19일 ~ )는 인도의 영화배우, 텔레비전 배우이다.
잠무에서 태어났다.

## 영화
- 고탐 난다 (2017년)
- 크리쉬나쉬타미 (2016년)
- 거츠, 건즈 앤 러브 (2016년)
- 스리만뚜두 (2015년)
- 자트 제임스 본드 (2014년)
- 라자나 (2011년)
- 달링 (2010년)
- 덤 (2003년)
- 사파로쉬 (1999년)